# Berlin (Seedorf)
Berlin és un nucli del municipi de Seedorf (en baix alemany Seedörp bi Winsen), al districte de Segeberg, dins l'estat de Slesvig-Holstein (Alemanya), situat al marge del Berliner Au, al sud de la reserva natural de la Holsteinische Schweiz.
Amb 600 habitants, Berlin és el segon nucli més gran de Seedorf, que compta en total amb 2.223 habitants. La primera menció data del 1215, per la qual cosa es considera el "Berlín" més antic del món.
Molts carrers del poble tenen el mateix nom que els del seu homònim més gran, la capital federal alemanya: Unter den Linden, Kurfürstendamm, Potsdamer Platz, Potsdamer Straße, entre d'altres.

## Galeria

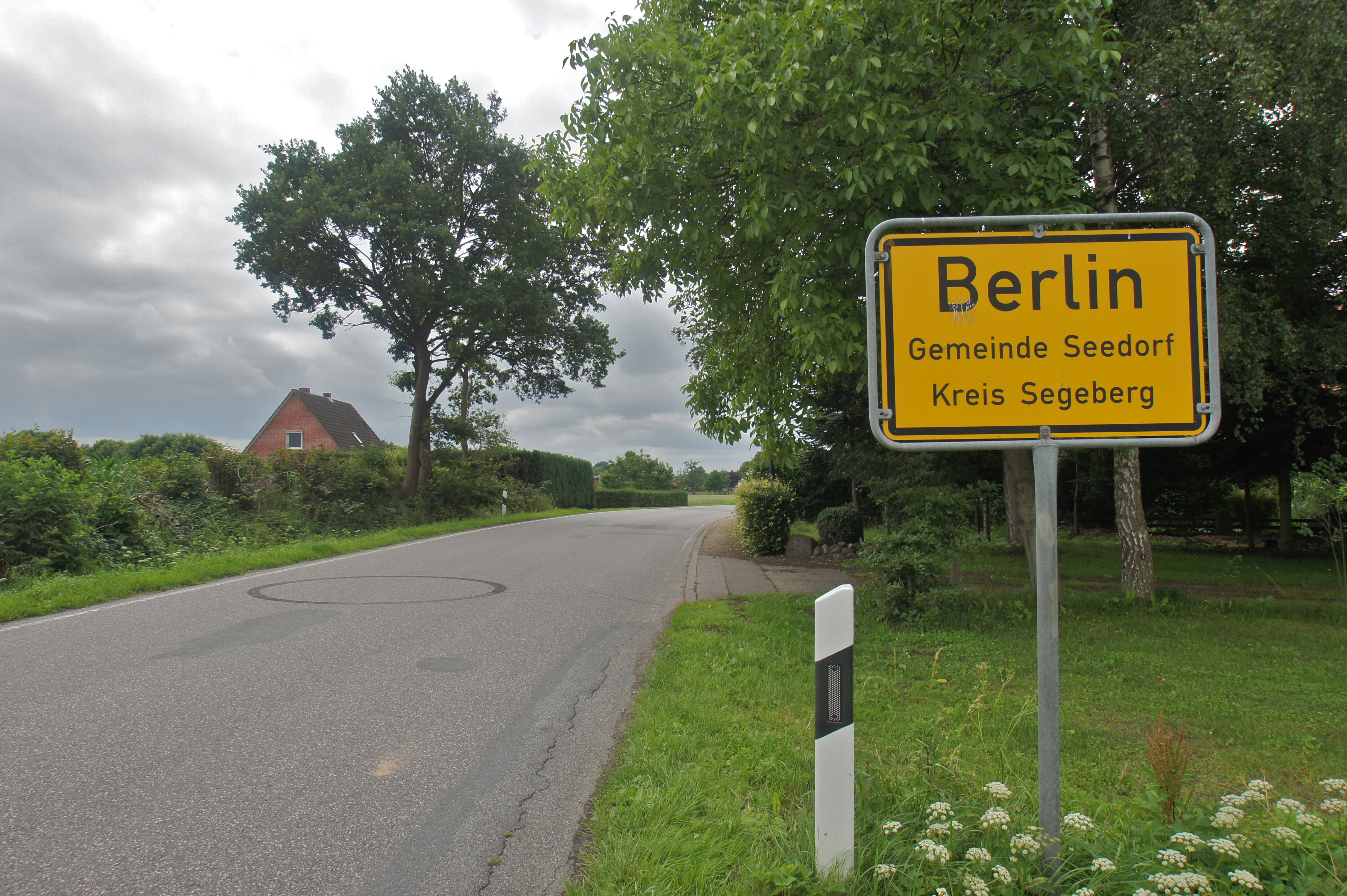
Rètol a l'entrada del poble, a Wöbser Straße
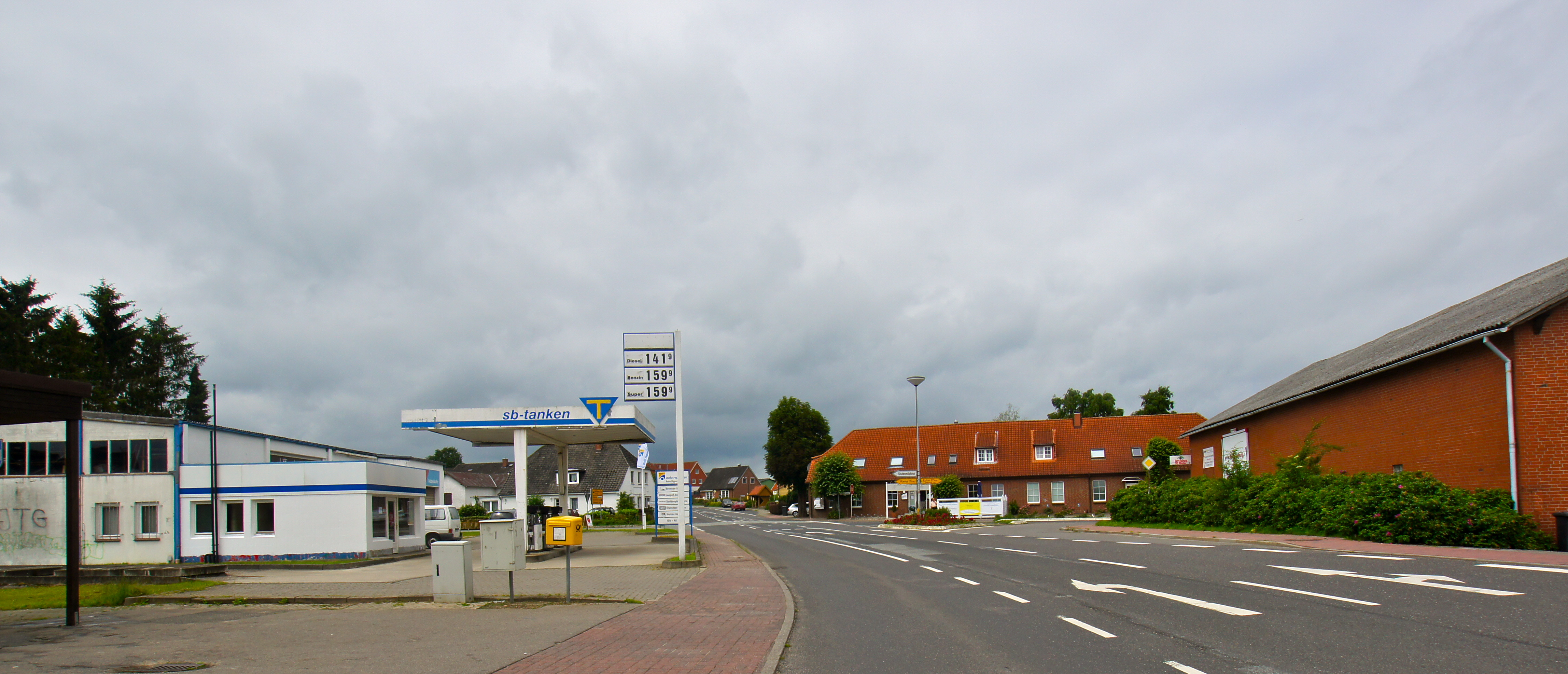
Potsdamer Straße
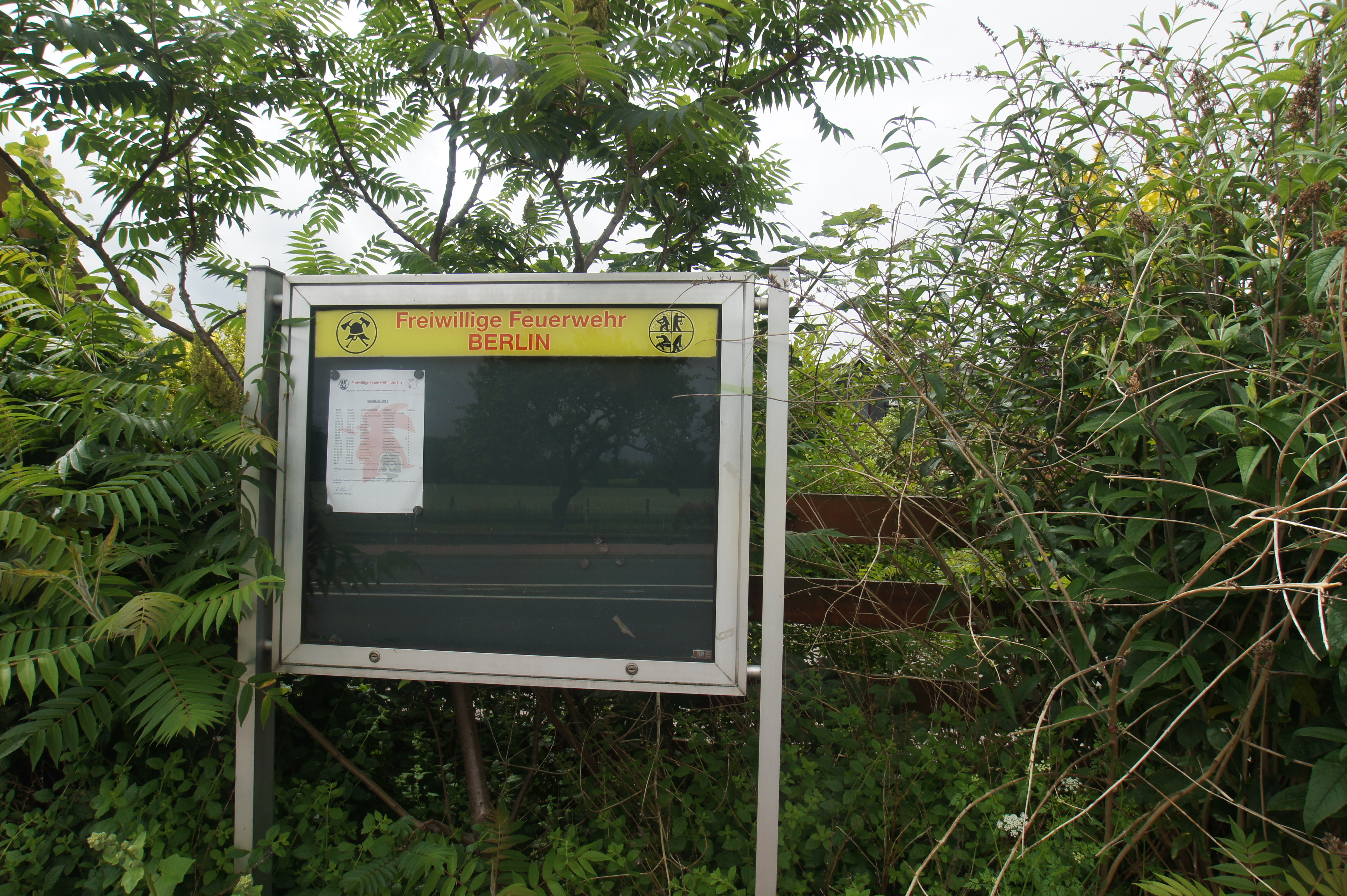
Bombers voluntaris a Potsdamer Straße
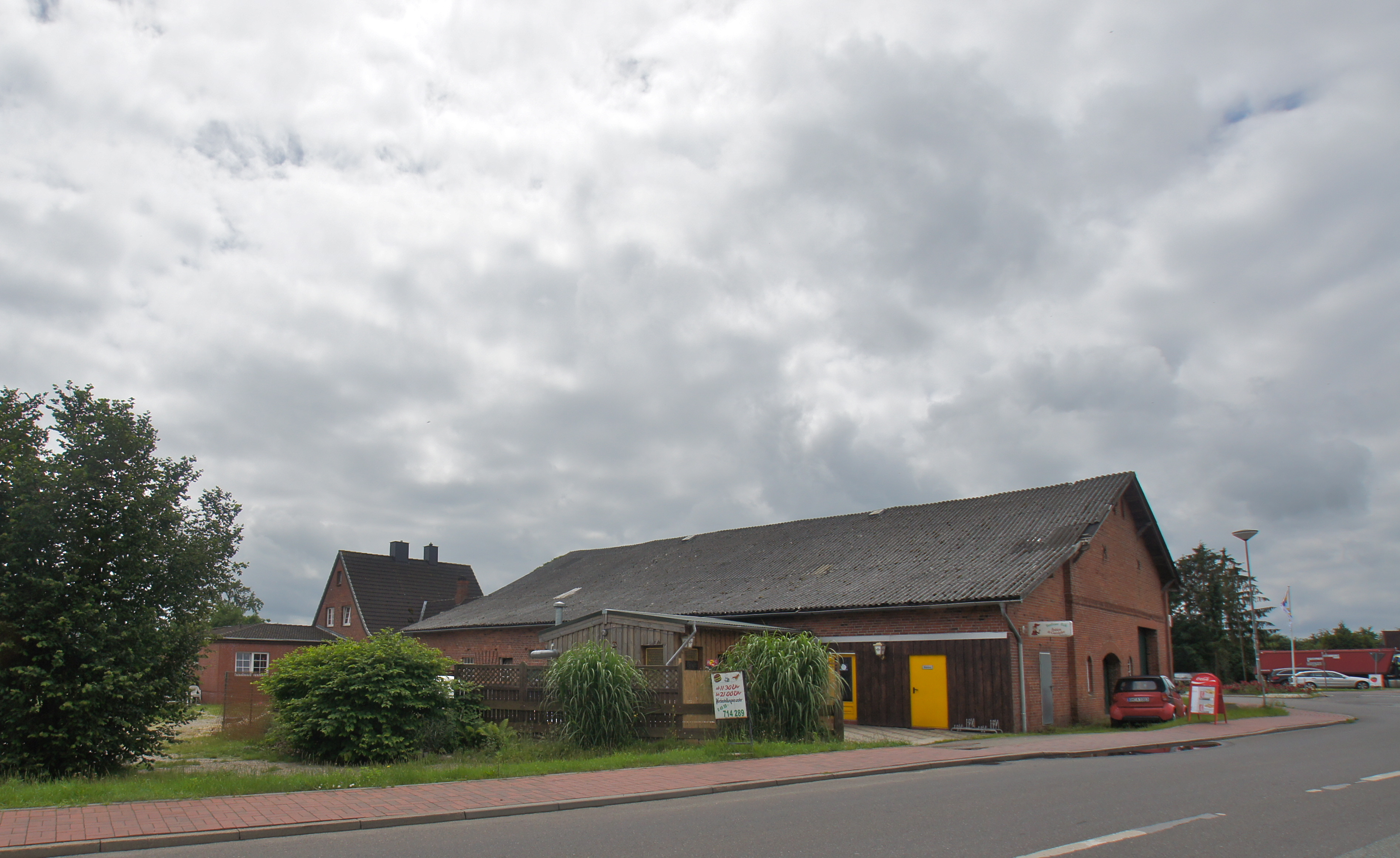
Alberg Berliner Eck
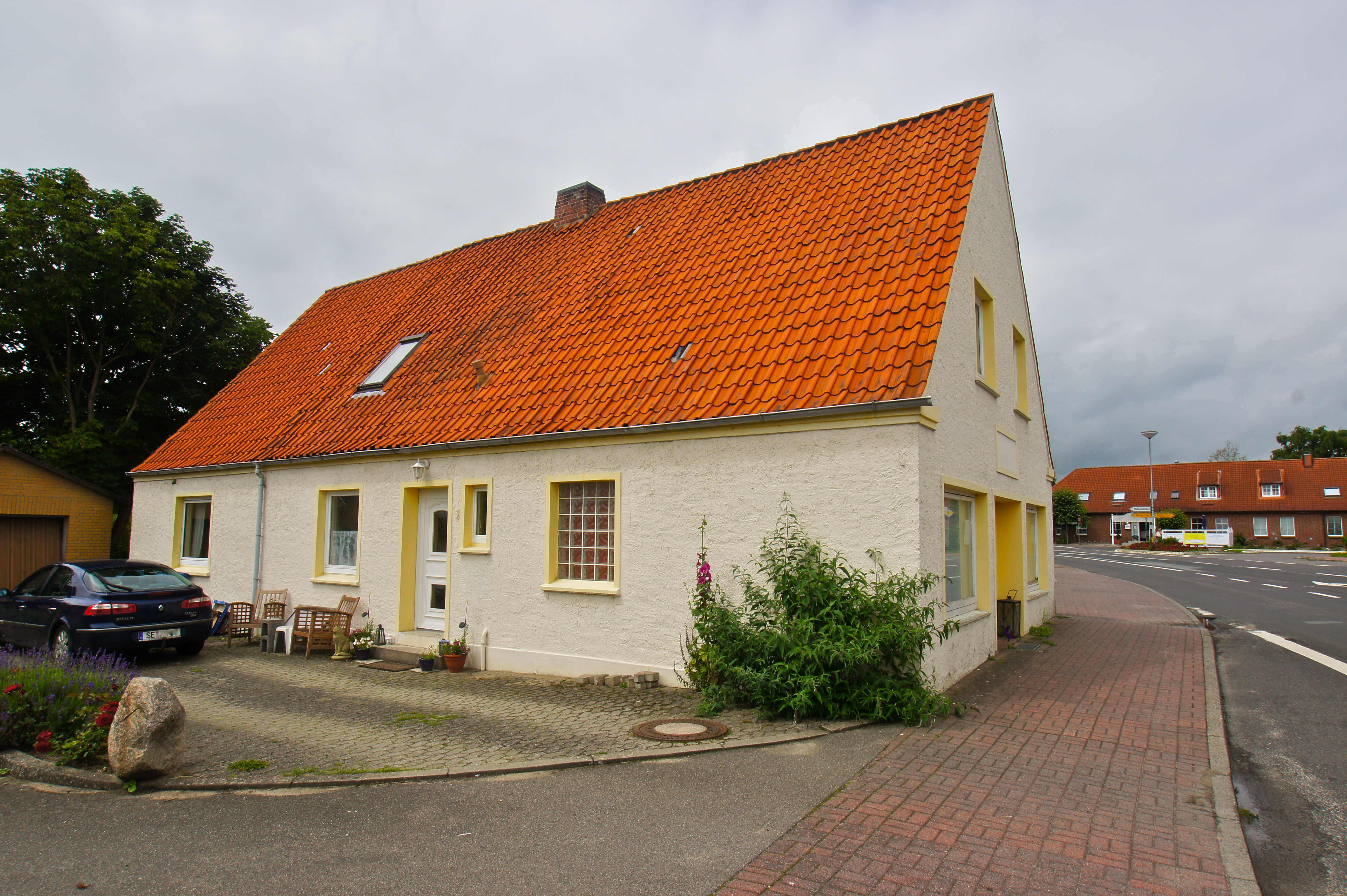
Casa típica d'estil holsteinià a Potsdamer Straße
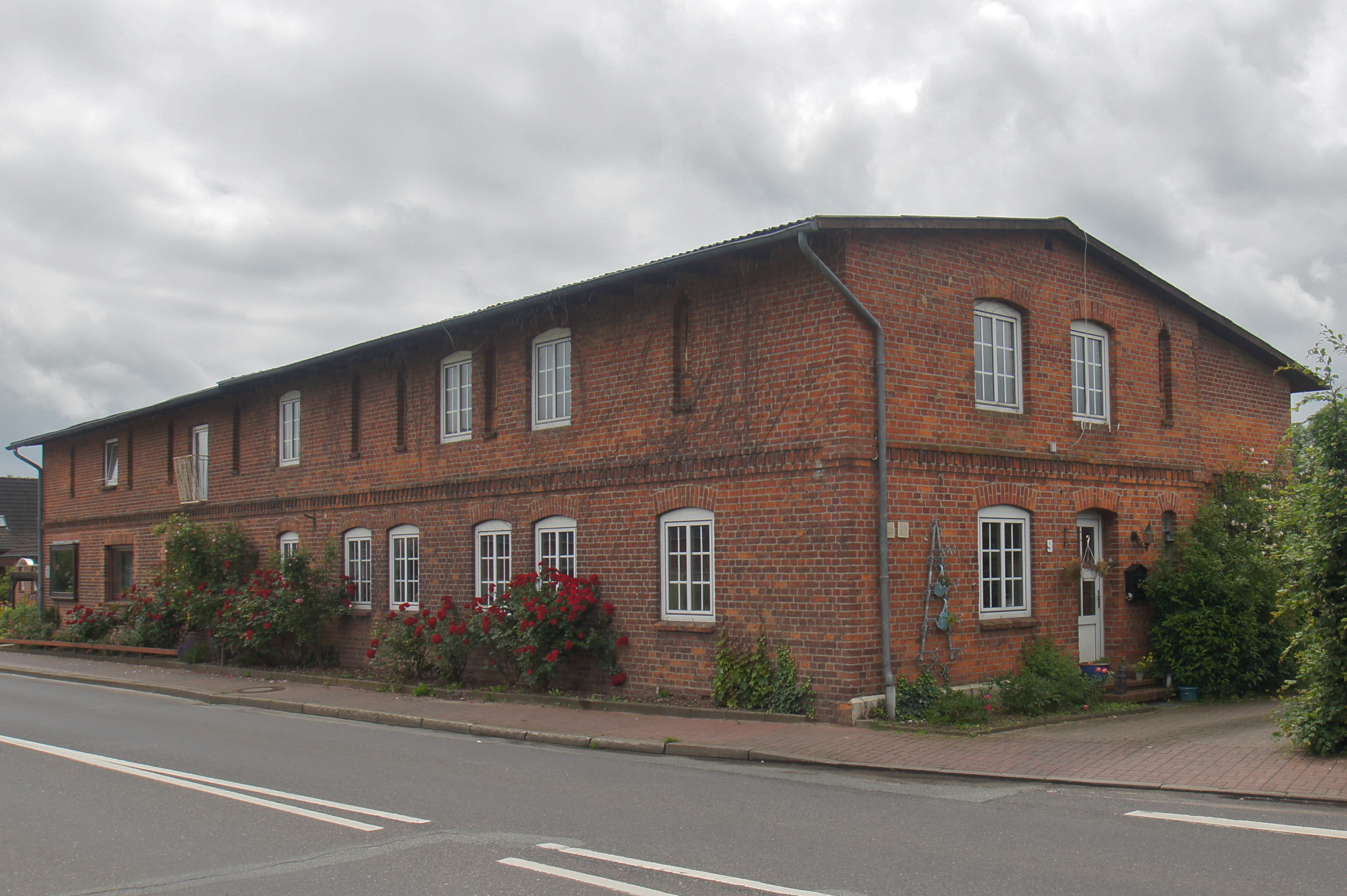
Caserna dels bombers voluntaris